# Hermellus
Hermellus († ?), ou Hermilas, Hermelus, Hermetus, Ermolus, Hermolus, martyr à Byzance ; célébré localement en Grèce le 3 août,. La date de son martyre n'est pas précisée.